# USS Bulkeley (DDG-84)
USS Bulkeley (DDG-84) — есмінець КРО типу «Арлі Берк» ВМС США. Тридцять четвертий корабель цього типу у складі ВМС і п'ятнадцятий, збудований на корабельні «Ingalls Shipbuilding» у Паскагулі.

## Назва
Корабель отримав назву на честь віцеадмірала Джона Балкелі який під час Другої світової війни був нагороджений медаллю Пошани США.

## Історія створення
Ескадрений міноносець був побудований на верфі Ingalls Shipbuilding відповідно до замовлення від 20 червня 1996 року. Будівництво розпочато 10 травня 1999 року. 21 червня 2000 року був спущений на воду. 8 грудня 2001 року в Нью-Йорку відбулася церемонія введення в експлуатацію. Порт приписки військово-морська база Норфолк, Вірджинія.

## Бойова служба
20 січня 2004 року есмінець вийшов з Норфолка разом з авіаносцем USS George Washington (CVN-73) для участі в антитерористичних операціях. Після шести місяців чергування повернувся в порт.
У лютім 2006 року корабель брав участь в навчаннях у складі ударної групи на чолі з USS Iwo Jima (LHD-7). З червня по грудень того ж року перебував у Перській затоці і Середземному морі.
13 січня 2011 року корабель вийшов з Норфолка для участі в операціях міжнародної групи по боротьбі з піратами. 5 і 6 березня есмінець брав участь у визволенні захопленого піратами біля узбережжя Омана японського танкера MV Guanabara. 16 травня есмінець відбив напад піратів на танкер MV Artemis Glory.
31 травня 2013 року есмінець вийшов у море на навчання у складі групи на чолі з авіаносцем USS Harry S. Truman (CVN-75). 22 липня з'єднання взяло шлях на бойову службу до Середземного моря. Bulkeley також здійснив заходи у Севастополь і Батумі. У вересні есмінець узяв участь у протичовникових навчаннях спільно з кораблями ВМС Великої Британії та АПЛ USS Dallas (SSN-700) у Оманській затоці. У грудні там же він брав участь у маневрах з японськими есмінцями JDS Setogiri (DD 156) і JDS Ariake (DD 109), та південнокорейським ROKS Choe Yeong (DDH 981).
У березні 2014 року залишив Червоне море і 28 березня пройшов транзитом через Суецький канал, прямуючи до Середземного моря. 18 квітня повернувся до порту приписки Норфолк, завершивши своє дев'ятимісячне розгортання в зоні відповідальності 5-го та 6-го флоту США. 2 травня прибув на верф Норфолк компанії BAE Systems для запланованого ремонту, який був у вересні. Вартість ремонту склала 11,3 млн доларів США.
16 листопада 2015 року покинув Норфолк для запланованого розгортання у складі ударної групи авіаносця USS Harry S. Truman (CVN-75) в зоні відповідальності 5-го і 6-го флоту США. 29 листопада прибув із чотириденним візитом до порту Малага, Іспанія. 13 липня 2016 року повернувся до порту приписки, завершивши восьмимісячне розгортання.
18 серпня 2016 року General Dynamics NASSCO-Norfolk отримала контракт вартістю 14,8 млн доларів США на проведення ремонту, який був завершений у лютому 2017 року. У березні 2017 року повернувся до порту приписки, після завершення ремонту. Протягом року вів підготовку до подальшого розгортання.
11 квітня 2018 року залишив порт приписки Норфолк для запланованого розгортання в зонах відповідальності 5-го та 6-го флоту США у складі ударної групи авіаносця USS Harry S. Truman (CVN-75).18 квітня у складі ударної групи HSTCSG прибув до зони відповідальності 6-го флоту США. 23 травня прибув із чотириденним візитом до порту Пірей (Афіни, Греція). 13 серпня прибув на військово-морську базу Клайд (Шотландія), де було проведено технічне обслуговування.